# フレデリック・ウィリアム・ホープ

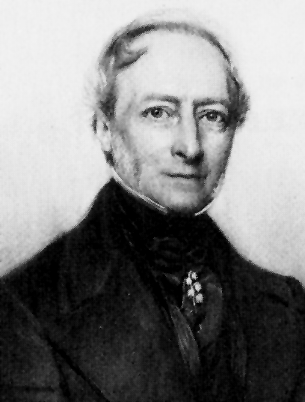
フレデリック・ウィリアム・ホープ

フレデリック・ウィリアム・ホープ（Frederick William Hope、1797年1月3日 - 1862年4月15日）はイギリスの昆虫学者、慈善家である。オックスフォード大学の動物学の教授職、ホープ教授職(Hope Professorship) を設立した。

## 略歴
ロンドンに生まれた。母親はトーマス・エドワード卿の唯一の子であった。家庭で教育を受けた後、オックスフォード大学のクライスト・チャーチを1820年に卒業し、シュロップシャーの副牧師に叙階されるが、健康を理由に聖職者の仕事をやめた。裕福な女性と結婚し、妻の資産の助けをかりて、肖像画や風景版画のコレクションを作った。
オックスフォード大学で初めて地質学の講義を行ったジョン・キッドの講義などに参加したことから動物学に興味を持ち、昆虫の収集をはじめ、収集家として高い評価を受けた。ホープのコレクションはジェームズ・フランシス・スティーブンス(James Francis Stephens)の昆虫図鑑や、ウィリアム・ヤーレル(William Yarrell)の著作に貢献した。ジョン・フォーブス・ロイルのヒマラヤの博物学図鑑の出版も後援した。
ロンドン・リンネ協会の初期の会員であり、ロンドン動物学会の設立メンバーである。1833年にロンドン昆虫学会の創立者の一人となり、1835年から1836年、1845年から1846年には会長を務めた。1834年には王立協会の会員に選ばれた。1838年にフランスに作られた「キュヴィエ協会」(Société cuvierienne:1848年まで存続)の設立メンバーとなった各国の140人の博物学者の一人となった。
充実した昆虫標本のコレクションを作り、その目録を出版した。主著は甲虫類に関する"The Coleopterist's Manual"、3巻(1838-1840)である。静養のためにしばしばナポリやニースなどのヨーロッパの暖地を訪れた時には、海洋生物を採集した。
1849年に昆虫標本と博物学の文献をオックスフォード大学に寄付し、翌年にも昆虫標本を寄付し、これがオックスフォード大学自然史博物館の「ホープ昆虫学コレクション」(Hope Entomological Collections)となっている。
1855年にオックスフォード大学から名誉博士号を贈られた。1861年にオックスフォード大学に動物学の教授職、ホープ教授職(Hope Professorship) を設立し、初代教授として昆虫学者のジョン・ウェストウッド(John Obadiah Westwood)が就任した。

## 著作
- The Coleopterist's Manual - 3 Bände 
  - Containing The Lamellicorn Insects Of Linneus And Fabricius. Bohn, London 1837; digitalisierte Fassung
  - Containing The Predaceous Land And Water Beetles Of Linneus And Fabricius. Bohn, London 1838; digitalisierte Fassung
  - Containing Various Families, Genera, And Species, Of Beetles, Recorded By Linneus And Fabricius : Also Descriptions Of Newly Discovered And Unpublished Insects. Bridgewater, London 1840
- Catalogo dei crostacei Italiani e di molti altri del Mediterraneo. Fr. Azzolino, Neapel 1851; digitalisierte Fassung